# Anthriscus caucalis
Anthriscus caucalis es una especie de la familia de las apiáceas.

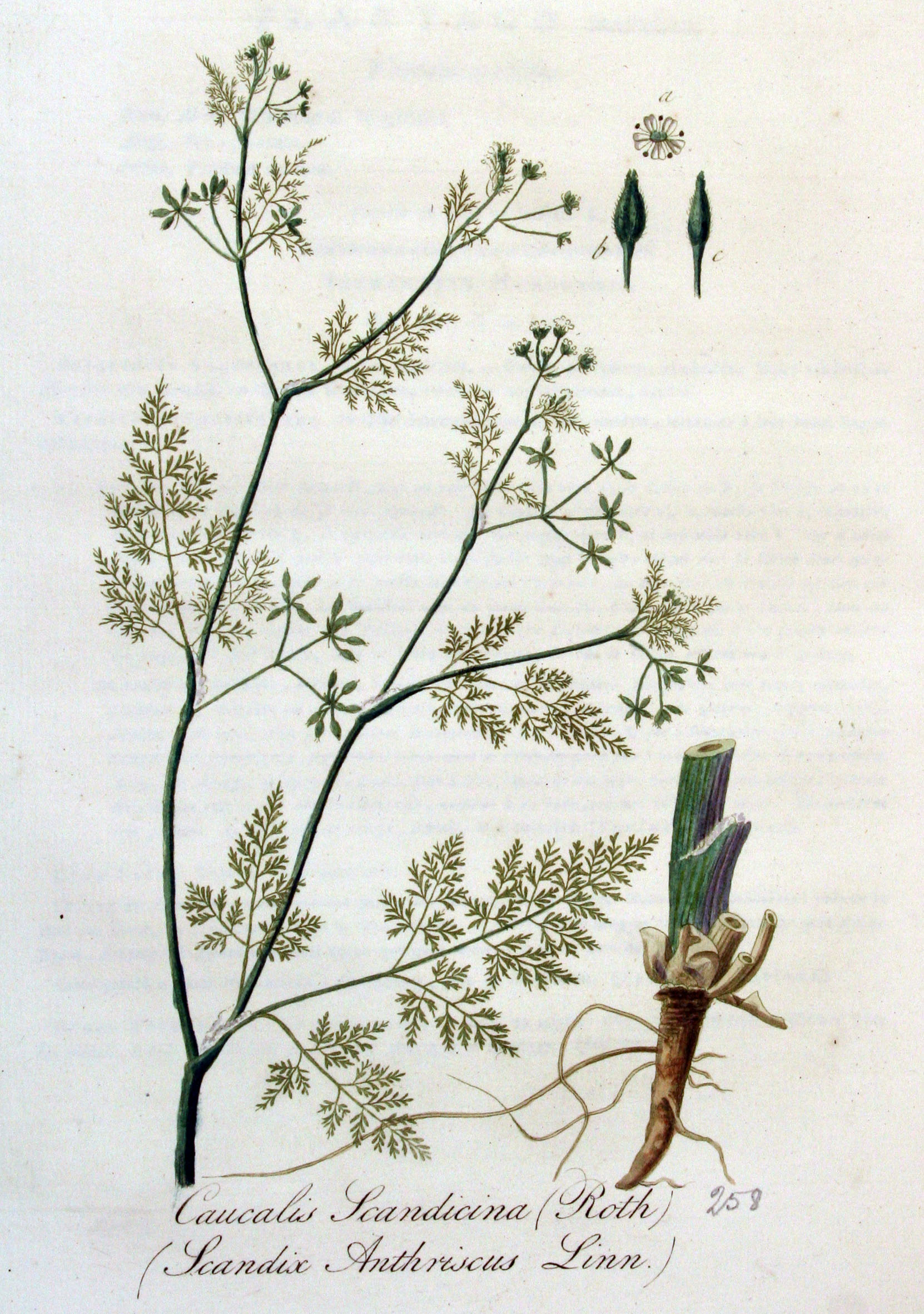
Ilustración

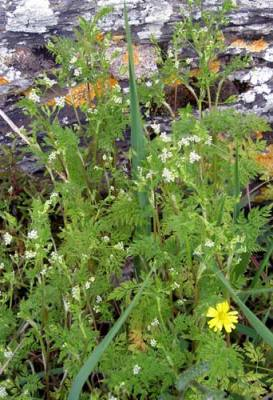
Vista de la planta

## Caracteres
Se distingue de Anthriscus cerefolium en su fruto ovoide de hasta 3 mm, que suele estar cubierto de cerdas rígidas espinosas, y en sus diminutos pétalos no llamativos. Espaciadamente pelosa, anual, de hasta 80 cm, de hojas bi-tripinnadas. Los cabillos se alargan y se hacen más gruesos que los radios primarios al fructificar. Florece en primavera y verano.

## Hábitat
Zonas baldías, suelos arenosos.

## Distribución
Extendida por Europa, excepto en el norte. Introducida en Norteamérica en California.

## Taxonomía
Polemanniopsis marlothii fue descrita por Friedrich August Marschall von Bieberstein y publicado en Flora Taurico-Caucasica 1: 230–231. 1808.
Etimología
Anthriscus: el nombre genérico puede provenir del griego anthos (flor) y rischos (setos) por el lugar donde habita, o bien de antherix (caña) por la forma de su pistilo.
caucalis: epíteto
Sinonimia
NOTA: Los nombres que presentan enlaces son sinónimos en otras especies: 
- Anthriscus anthriscus (L.) Huth
- Anthriscus caucalis var. gymnocarpa (Moris) Cannon
- Anthriscus caucalis var. neglecta (Boiss. & Reut. ex Lange) P.Silva & Franco
- Anthriscus neglecta Boiss. & Reut. ex Lange
- Anthriscus scandicina Mansf.
- Anthriscus scandicinus (Weber) Mansf.
- Anthriscus scandix
- Anthriscus vulgaris
- Anthriscus vulgaris var. baeticum Pau
- Anthriscus vulgaris var. crassus Maire & Weiller
- Anthriscus vulgaris var. gymnocarpa Moris
- Antriscus fetidus Raf.
- Caucalis scandicina
- Caucalis scandix Scop.
- Cerefolium anthriscus (L.) Beck
- Cerefolium vulgare Bubani
- Chaerophyllum anthriscus (L.) Crantz
- Myrrhis chaerophyllea Lam.
- Scandix anthriscus L.
- Scandix hispida Gilib.
- Scandix laeta Salisb.
- Torilis anthriscus
- Torilis lanuginosa Clairv.
- Torilis scandicina [3]

## Nombres comunes
- Castellano: ahogagatos, ahoga gatos, ahoga-gatos, ahogasuegras, ahogaviejas, ahoga viejas, ahoga-viejas, anís, anisete, anís gitano, anís pegadizo, antrisco, artemisa, hierba cicutaria, llavoreta.[4]